# Linea Keikyū Aeroporto
La  Linea Keikyū Aeroporto (京急空港線線?, Keikyū-kūkō-sen) gestita dalle Ferrovie Keikyū è una diramazione a scartamento normale della linea Keikyū principale che si distacca dalla stazione di Kamata per raggiungere l'Aeroporto di Tokyo-Haneda. Tutti i treni continuano o provengono dalla linea principale.

## Servizi e stazioni

### Tipologie di servizi
Sulla linea circolano 4 tipi di treni:
- Expresso Aeroporto (エアポート急行) (EA)
- Espresso Limitato (特急) (EL)
- Espresso Limitato Rapido (快特) (ELr)
- Espresso Limitato Rapido Aeroporto (エアポート快特) (ELa)

## Stazioni
- Tutte le stazioni si trovano a Ōta, Tokyo.
- L'Espresso Limitato e l'Airport Express fermano in tutte le stazioni sulla linea.
- ●：Ferma; ｜：passa

| Num. | Stazione                 | Giapponese                  | Distanza interstaz. | Distanza totale | ELr | EAr | Collegamenti                                                               |
| ---- | ------------------------ | --------------------------- | ------------------- | --------------- | --- | --- | -------------------------------------------------------------------------- |
| KK11 | Keikyū Kamata            | 京急蒲田                    | -                   | 0.0             | ●   | ｜  | Linea Keikyū principale (servizi diretti per Shinagawa e Yokohama)         |
| KK12 | Kōjiya                   | 糀谷                        | 0.9                 | 0.9             | ｜  | ｜  |                                                                            |
| KK13 | Ōtorii                   | 大鳥居                      | 1.0                 | 1.9             | ｜  | ｜  |                                                                            |
| KK14 | Anamori-Inari            | 穴守稲荷                    | 0.7                 | 2.6             | ｜  | ｜  |                                                                            |
| KK15 | Tenkūbashi               | 天空橋                      | 0.7                 | 3.3             | ｜  | ｜  | Monorotaia di Tokyo                                                        |
| KK16 | Haneda T. internazionale | 羽田空港国 際線ターミナル駅 | 1.2                 | 4.5             | ●   | ●   | Monorotaia di Tokyo (Stazione di Haneda Aeroporto Terminal internazionale) |
| KK17 | Haneda T. domestico      | 羽田空港国 内線ターミナル駅 | 2.0                 | 6.5             | ●   | ●   | Monorotaia di Tokyo (Edificio 1/Edificio 2)                                |